# Stadionul Rapid-Giulești
Stadionul Rapid-Giulești, cunoscut din motive de sponsorizare sub numele de Superbet Arena Giulești, este un stadion de fotbal din București, România, ce găzduiește meciurile de acasă ale echipei FC Rapid București. Stadionul a costat 39 de milioane de euro și se află în cartierul Giulești, pe fostul amplasament al Stadionului Giulești-Valentin Stănescu. Acesta are 14.047 de locuri, toate pe scaune.
Odată cu anunțul conform căreia România va găzdui 4 meciuri în cadrul Campionatului European de Fotbal 2020,, pe lângă stadionul unde se vor disputa meciurile din turneu, Arena Națională din București, au fost nevoie de alte stadioane pentru antrenamentele echipelor. Astfel, au fost selectate 4 stadioane: Stadionul Arcul de Triumf, Stadionul Steaua, Stadionul Dinamo și Stadionul Giulești-Valentin Stănescu. Deoarece ele nu erau conforme cu standardele UEFA, au fost necesare renovări ale celor 4 stadioane.
Pentru Stadionul Giulești-Valentin Stănescu, arena a fost demolată și înlocuită cu una modernă. Numărul locurilor a fost diminuat, de la 19.100 la 14.050 de locuri. Noul stadion cuprinde și o pistă de atletism sub tribune, o sală de sport sub Peluza Nord, 28 de spații de cazare pentru sportivi, spații administrative, magazin, zonă de mâncare, spații pentru mass media și VIP.
Inițial, stadionul urma să fie numit Rapid Arena, însă pe 16 aprilie 2021, a fost anunțat numele oficial, Stadionul Rapid-Giulești. În 2022, denumirea a fost schimbată în Superbet Arena-Giulești, drept rezultat al unui parteneriat semnat cu Superbet Group.

## Galerie foto

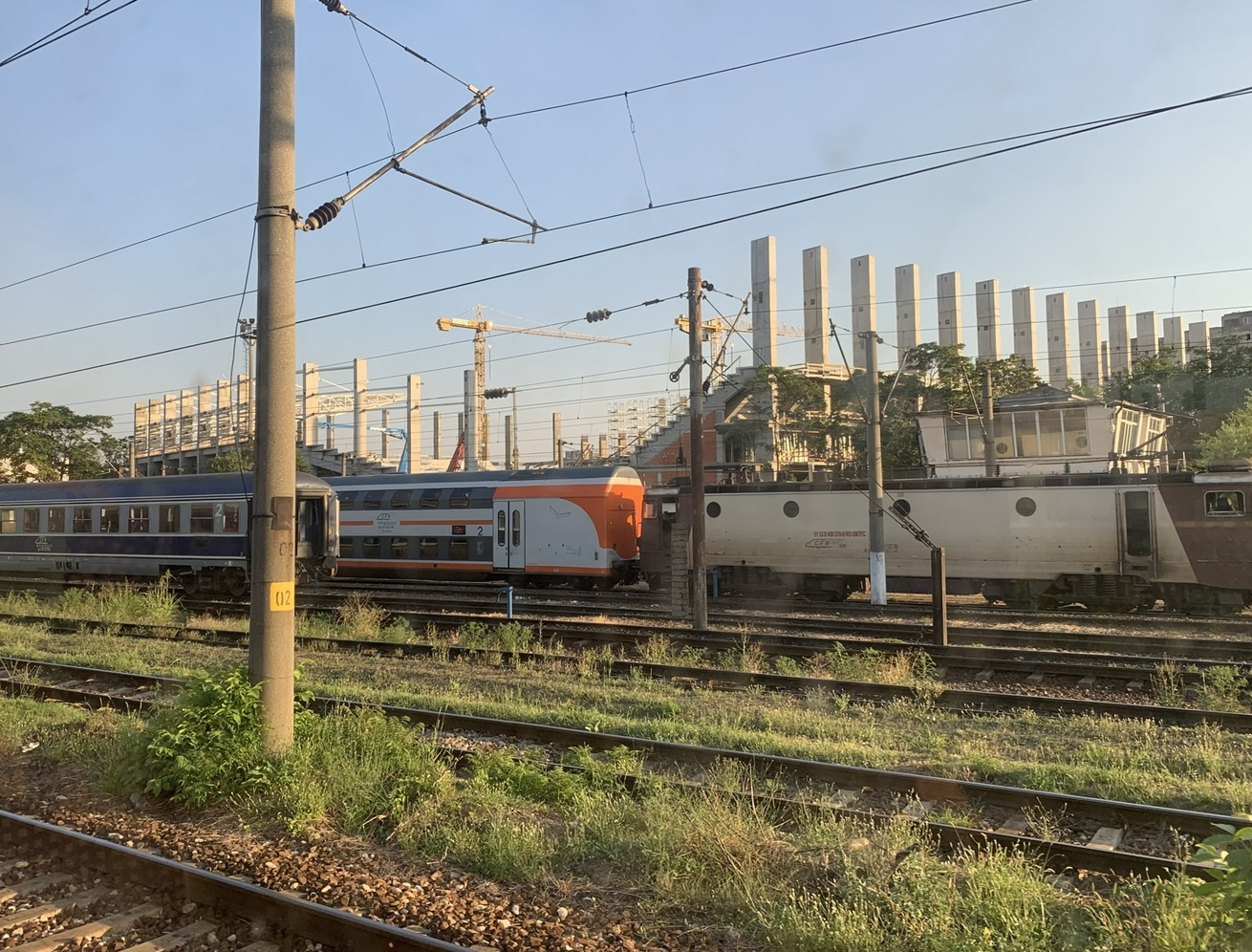
Stadionul în stadiul de șantier, Iulie 2020
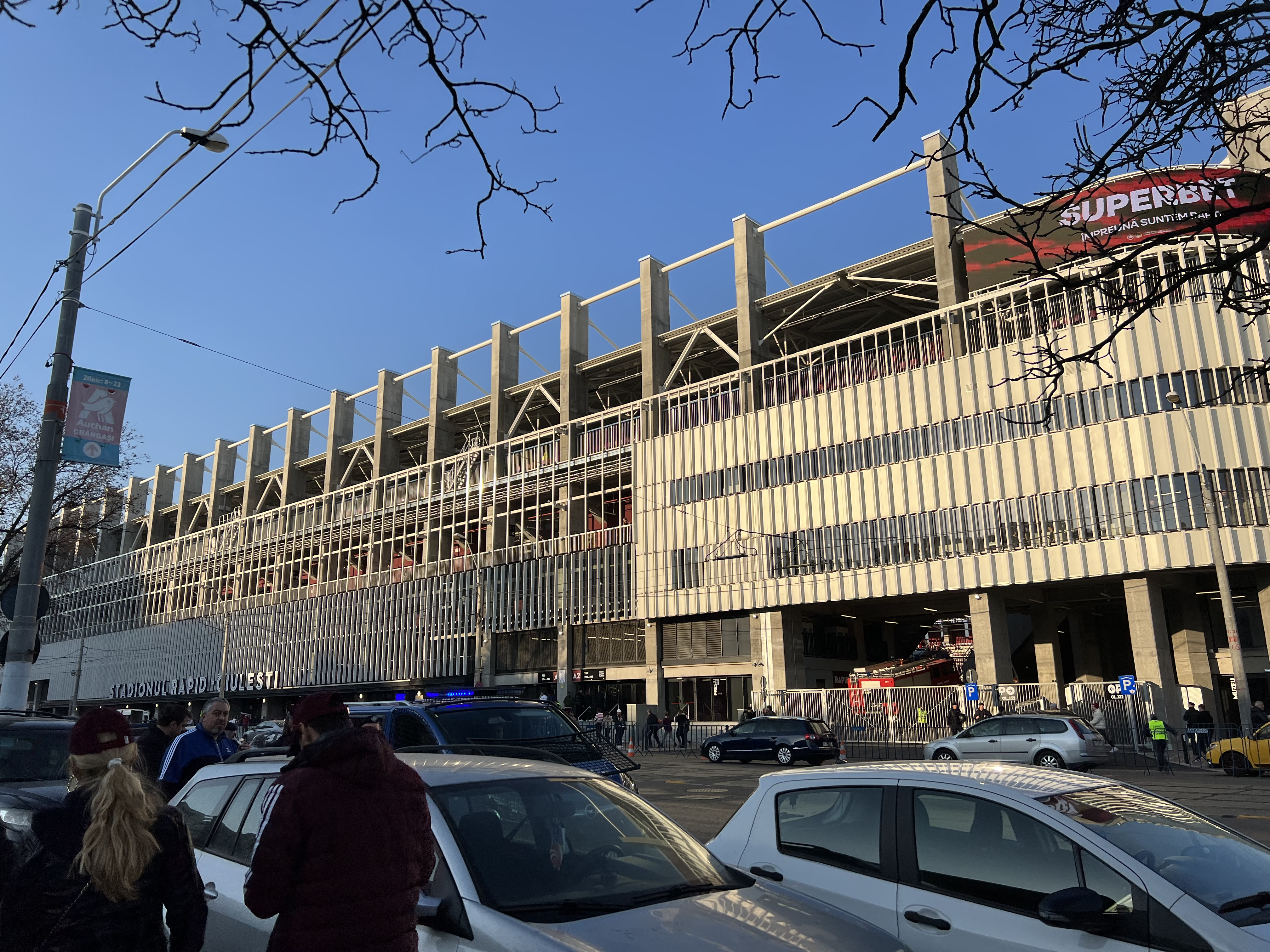
Intrarea în stadion
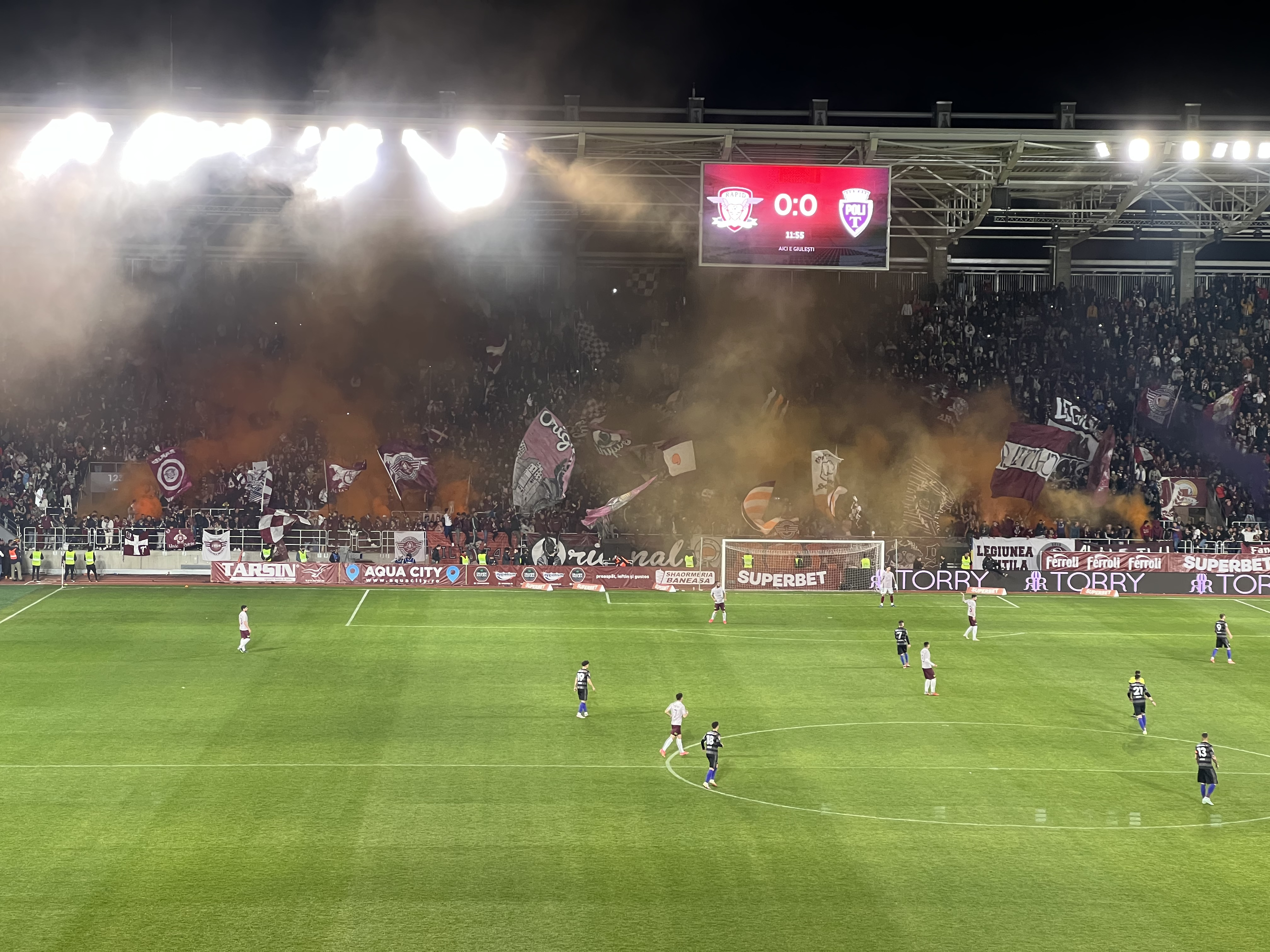
Stadionul în timpul meciului inaugural
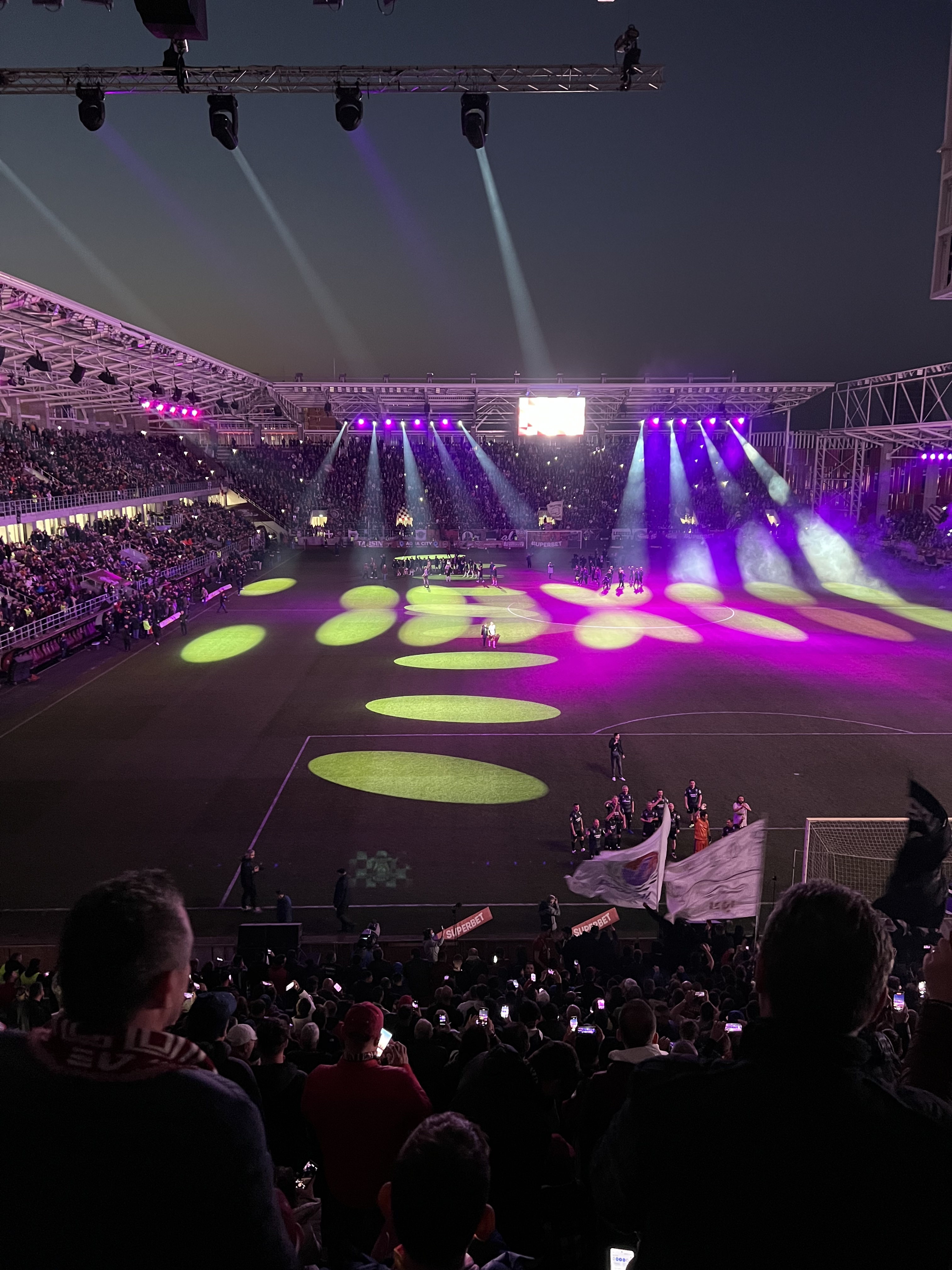
Ceremonia de deschidere